# Saint-Antoine, Gers
Saint-Antoine är en kommun i departementet Gers i regionen Occitanien i sydvästra Frankrike. Kommunen ligger i kantonen Miradoux som tillhör arrondissementet Condom. År 2022 hade Saint-Antoine 192 invånare.

## Befolkningsutveckling
Antalet invånare i kommunen Saint-Antoine
Referens:INSEE